# Mid-year Internationals 2004
Die Mid-year Internationals 2004 (auch als Summer Tests 2004 bezeichnet) waren eine vom 22. Mai bis zum 17. Juli 2004 stattfindende Serie von internationalen Rugby-Union-Spielen zwischen Mannschaften der ersten und zweiten Stärkeklasse.
Im Rahmen kurzer Touren traten europäische Mannschaften in vier Serien gegen Teams der Südhemisphäre an und trugen dabei je zwei Test Matches aus: England gegen Neuseeland, Wales gegen Argentinien, Irland gegen Südafrika und Schottland gegen Australien.

## Ergebnisse

### Woche 1
| 22. Mai 2004 15:00 MESZ | Schottland                                                       | 33 : 40        | Barbarians                                                                     | Murrayfield Stadium, Edinburgh Schiedsrichter: Joël Jutge (Frankreich) |
| 22. Mai 2004 15:00 MESZ | Versuche: Parks Hogg (2) Paterson Jacobsen Erhöhungen: Parks (4) | (7:28) Bericht | Versuche: Delasau Robinson Horgan (2) Cullen Randell Erhöhungen: Humphreys (5) | Murrayfield Stadium, Edinburgh Schiedsrichter: Joël Jutge (Frankreich) |

| 26. Mai 2004 15:00 MESZ | Barbarians | 0 : 42         | Wales                                                                                                   | Ashton Gate Stadium, Bristol Zuschauer: 11.381 |
| 26. Mai 2004 15:00 MESZ |            | (0:13) Bericht | Versuche: Sweeney Thomas Williams Peel Henson Luscombe Erhöhungen: Sweeney (3) Straftritte: Sweeney (2) | Ashton Gate Stadium, Bristol Zuschauer: 11.381 |

### Woche 2
| 30. Mai 2004 14:30 MESZ | England                 | 12 : 32         | Barbarians                                                                                         | Twickenham Stadium, London Zuschauer: 71.400 |
| 30. Mai 2004 14:30 MESZ | Straftritte: Walder (4) | (12:20) Bericht | Versuche: Leonard Horgan Reihana Skinstad O’Kelly Erhöhungen: Humphreys (2) Straftritte: Humphreys | Twickenham Stadium, London Zuschauer: 71.400 |

| 4. Juni 2004 19:35 NZST | Samoa               | 3 : 38  | Schottland                                                                                         | Westpac Stadium, Wellington Zuschauer: 13.000 Schiedsrichter: Kelvin Deaker (Neuseeland) |
| 4. Juni 2004 19:35 NZST | Straftritte: Warren | Bericht | Versuche: Blair Hinshelwood Hogg Ross Webster Erhöhungen: Paterson Parks Straftritte: Paterson (3) | Westpac Stadium, Wellington Zuschauer: 13.000 Schiedsrichter: Kelvin Deaker (Neuseeland) |

| 10. Juni 2004 | Portugal                                                                                         | 34 : 66         | Barbarians | Estádio Universitário de Lisboa, Lissabon Zuschauer: 1.000 Schiedsrichter: David Rosich, (Frankreich) |
| 10. Juni 2004 | Versuche: Malheiro (3) Portela Erhöhungen: Malheiro (3/3) Pinto (1/1) Straftritte: Pinto Portela | (24:35) Bericht | Versuche: Allen Benton Mullins (3) Paramore Skinstad Vakacokanua Volley Strafversuch Erhöhungen: Mapletoft (8/10) | Estádio Universitário de Lisboa, Lissabon Zuschauer: 1.000 Schiedsrichter: David Rosich, (Frankreich) |

### Woche 3
| 12. Juni 2004 15:00 SAST | Südafrika                                                                          | 31 : 17       | Irland                                                | Free State Stadium, Bloemfontein Zuschauer: 37.243 Schiedsrichter: Tony Spreadbury (England) |
| 12. Juni 2004 15:00 SAST | Versuche: Botha (2) Julies Wannenburg Erhöhungen: du Toit Straftritte: du Toit (3) | (7:7) Bericht | Versuche: Horgan Erhöhungen: O’Gara Dropgoals: O’Gara | Free State Stadium, Bloemfontein Zuschauer: 37.243 Schiedsrichter: Tony Spreadbury (England) |

| 12. Juni 2004 16:00 ART | Argentinien | 50 : 44        | Wales                                                                                           | Estadio Monumental José Fierro, Tucumán Zuschauer: 15.000 Schiedsrichter: Donal Courtney (Irland) |
| 12. Juni 2004 16:00 ART | Versuche: Borges (2) F. Contepomi M. Contepomi Gaitán Longo Erhöhungen: F. Contepomi (4/6) Straftritte: F. Contepomi (4) | (19:9) Bericht | Versuche: Charvis Forster Luscombe Parker Peel Erhöhungen: Henson (5/5) Straftritte: Henson (3) | Estadio Monumental José Fierro, Tucumán Zuschauer: 15.000 Schiedsrichter: Donal Courtney (Irland) |

| 12. Juni 2004 19:35 NZST | Neuseeland                                                                          | 36 : 3         | England              | Carisbrook, Dunedin Zuschauer: 36.000 Schiedsrichter: Jonathan Kaplan (Südafrika) |
| 12. Juni 2004 19:35 NZST | Versuche: Howlett Rokocoko Spencer Erhöhungen: Carter (3/3) Straftritte: Carter (5) | (30:3) Bericht | Straftritte: Hodgson | Carisbrook, Dunedin Zuschauer: 36.000 Schiedsrichter: Jonathan Kaplan (Südafrika) |

| 13. Juni 2004 16:00 AEST | Australien                                                                      | 35 : 15         | Schottland             | Docklands Stadium, Melbourne Zuschauer: 38.222 Schiedsrichter: Paul Honiss (Neuseeland) |
| 13. Juni 2004 16:00 AEST | Versuche: Giteau Sailor Tuqiri (2) Erhöhungen: Burke Roff Straftritte: Roff (3) | (13:12) Bericht | Straftritte: Parks (5) | Docklands Stadium, Melbourne Zuschauer: 38.222 Schiedsrichter: Paul Honiss (Neuseeland) |

### Woche 4
| 19. Juni 2004 14:00 ART | Argentinien                                                                  | 20 : 35        | Wales                                                                            | Estadio José Amalfitani, Buenos Aires Zuschauer: 40.000 Schiedsrichter: Donal Courtney (Irland) |
| 19. Juni 2004 14:00 ART | Versuche: Aramburú Borges Hasan Erhöhungen: Senillosa Straftritte: Senillosa | (0:25) Bericht | Versuche: Robinson Williams (3) Erhöhungen: Henson (3/4) Straftritte: Henson (3) | Estadio José Amalfitani, Buenos Aires Zuschauer: 40.000 Schiedsrichter: Donal Courtney (Irland) |

| 19. Juni 2004 15:00 SAST | Südafrika                                                                        | 26 : 17         | Irland                                                                     | Newlands Stadium, Kapstadt Zuschauer: 45.000 Schiedsrichter: Joël Jutge (Frankreich) |
| 19. Juni 2004 15:00 SAST | Versuche: Fourie Paulse Erhöhungen: Montgomery (2/2) Straftritte: Montgomery (4) | (20:10) Bericht | Versuche: Howe O’Driscoll Erhöhungen: Humphreys O’Gara Straftritte: O’Gara | Newlands Stadium, Kapstadt Zuschauer: 45.000 Schiedsrichter: Joël Jutge (Frankreich) |

| 19. Juni 2004 19:35 NZST | Neuseeland                                                                             | 36 : 12        | England                  | Eden Park, Auckland Zuschauer: 49.000 Schiedsrichter: Nigel Williams (Wales) |
| 19. Juni 2004 19:35 NZST | Versuche: Carter Rokocoko (3) Spencer Erhöhungen: Carter (4/5) Straftritte: Carter (1) | (10:6) Bericht | Straftritte: Hodgson (4) | Eden Park, Auckland Zuschauer: 49.000 Schiedsrichter: Nigel Williams (Wales) |

| 19. Juni 2004 20:00 AEST | Australien                                                                        | 34 : 13         | Schottland                                                   | Telstra Stadium Zuschauer: 56.143 Schiedsrichter: Mark Lawrence (Südafrika) |
| 19. Juni 2004 20:00 AEST | Versuche: Roff Sailor Tuqiri (2) Turinui Erhöhungen: Roff (3/5) Straftritte: Roff | (17:10) Bericht | Versuche: Cusiter Erhöhungen: Parks Straftritte: Parks (2/2) | Telstra Stadium Zuschauer: 56.143 Schiedsrichter: Mark Lawrence (Südafrika) |

### Woche 5
| 26. Juni 2004 15:00 SAST | Südafrika | 53 : 18        | Wales                                                              | Loftus Versfeld Stadium, Pretoria Zuschauer: 42.902 Schiedsrichter: Steve Walsh (Neuseeland) |
| 26. Juni 2004 15:00 SAST | Versuche: Burger Conradie Julies Paulse Russell (2) Smit Erhöhungen: Montgomery (6/8) Straftritte: Montgomery (2) | (27:6) Bericht | Versuche: Peel Williams Erhöhungen: Henson Straftritte: Henson (2) | Loftus Versfeld Stadium, Pretoria Zuschauer: 42.902 Schiedsrichter: Steve Walsh (Neuseeland) |

| 26. Juni 2004 16:00 OESZ | Rumänien                                                                         | 25 : 24 | Italien                                                                    | Stadionul Dinamo, Bukarest Schiedsrichter: Rob Dickson (Schottland) |
| 26. Juni 2004 16:00 OESZ | Versuche: Mersoiu Tofan Tonița Erhöhungen: Tofan (2) Straftritte: Dumbravă Tofan | Bericht | Versuche: Canale Griffen Mazzucato Robertson Erhöhungen: Griffen Mazzariol | Stadionul Dinamo, Bukarest Schiedsrichter: Rob Dickson (Schottland) |

| 26. Juni 2004 18:30 AEST | Australien                                                                          | 51 : 15 | England                                                           | Suncorp Stadium, Brisbane Zuschauer: 52.492 Schiedsrichter: Paddy O’Brien (Neuseeland) |
| 26. Juni 2004 18:30 AEST | Versuche: Paul (2) Rathbone (3) Tuqiri Erhöhungen: Roff (3/5) Straftritte: Roff (5) | Bericht | Versuche: Dallaglio Hill Erhöhungen: Hodgson Straftritte: Hodgson | Suncorp Stadium, Brisbane Zuschauer: 52.492 Schiedsrichter: Paddy O’Brien (Neuseeland) |

| 26. Juni 2004 19:35 NZST | Neuseeland                                                                                               | 41 : 7         | Argentinien                              | Waikato Stadium, Hamilton Zuschauer: 25.000 Schiedsrichter: Scott Young (Australien) |
| 26. Juni 2004 19:35 NZST | Versuche: Muliaina Rokocoko Tuiali’i Tuitupou Umaga Erhöhungen: Mehrtens (2/5) Straftritte: Mehrtens (2) | (24:7) Bericht | Versuche: Aramburú Erhöhungen: Senillosa | Waikato Stadium, Hamilton Zuschauer: 25.000 Schiedsrichter: Scott Young (Australien) |

### Woche 6
| 3. Juli 2004 13:00 EDT | Vereinigte Staaten                                                  | 31 : 39         | Frankreich                                                                                              | Dillon Stadium, Hartford Zuschauer: 5.840 Schiedsrichter: Giulio De Santis (Italien) |
| 3. Juli 2004 13:00 EDT | Versuche: Hercus Mounga Naivalu Paga van Zyl Erhöhungen: Hercus (3) | (21:17) Bericht | Versuche: Barrau de Villiers Lièvremont Tabacco Valbon Erhöhungen: Péclier (4) Straftritte: Péclier (2) | Dillon Stadium, Hartford Zuschauer: 5.840 Schiedsrichter: Giulio De Santis (Italien) |

| 3. Juli 2004 18:00 AEST | Australien                                                      | 29 : 14 | Pacific Islanders                         | Adelaide Oval, Adelaide Zuschauer: 19.296 Schiedsrichter: André Watson (Südafrika) |
| 3. Juli 2004 18:00 AEST | Versuche: Giteau (2) Mortlock (2) Cannon Erhöhungen: Roff Burke | Bericht | Versuche: Lauaki Bobo Erhöhungen: Bai (2) | Adelaide Oval, Adelaide Zuschauer: 19.296 Schiedsrichter: André Watson (Südafrika) |

| 4. Juli 2004 15:00 JST | Japan                                                                        | 19 : 32        | Italien                                                                                          | Prinz-Chichibu-Rugbystadion, Tokio Zuschauer: 14.125 Schiedsrichter: Nigel Whitehouse (Wales) |
| 4. Juli 2004 15:00 JST | Versuche: Onozawa Erhöhungen: Ikeda Straftritte: Ikeda (3) Dropgoals: Morita | (6:15) Bericht | Versuche: Canale Castrogiovanni (3) Erhöhungen: Wakarua-Noema (3) Straftritte: Wakarua-Noema (2) | Prinz-Chichibu-Rugbystadion, Tokio Zuschauer: 14.125 Schiedsrichter: Nigel Whitehouse (Wales) |

### Woche 7
| 10. Juli 2004 14:00 EDT | Kanada                                                        | 13 : 47         | Frankreich | York Stadium, Toronto Zuschauer: 7.600 Schiedsrichter: Andy Turner (Südafrika) |
| 10. Juli 2004 14:00 EDT | Versuche: Richmond Erhöhungen: Barker Straftritte: Barker (2) | (13:24) Bericht | Versuche: Goutta Liebenberg Lièvremont Poitrenaud Rougerie Erhöhungen: Péclier (5) Straftritte: Péclier (3) Peyrelongue | York Stadium, Toronto Zuschauer: 7.600 Schiedsrichter: Andy Turner (Südafrika) |

| 10. Juli 2004 19:35 NZST | Neuseeland                                                                                   | 41 : 26         | Pacific Islanders                                        | North Harbour Stadium, Albany Zuschauer: 22.000 Schiedsrichter: Stuart Dickinson (Australien) |
| 10. Juli 2004 19:35 NZST | Versuche: Gear Marshall Meeuws Rokocoko (2) Umaga Erhöhungen: Carter (4) Straftritte: Carter | (27:14) Bericht | Versuche: Lauaki Rabeni Sivivatu (2) Erhöhungen: Bai (3) | North Harbour Stadium, Albany Zuschauer: 22.000 Schiedsrichter: Stuart Dickinson (Australien) |

### Woche 8
| 17. Juli 2004 19:35 NZST | Pacific Islanders                                         | 24 : 38        | Australien                                                                                     | Central Coast Stadium, Gosford Zuschauer: 15.732 Schiedsrichter: Scott Young (Australien) |
| 17. Juli 2004 19:35 NZST | Versuche: Bobo Lauaki Sivivatu (2) Erhöhungen: Rabeni (2) | (0:23) Bericht | Versuche: Cronjé de Villiers Paulse (2) Erhöhungen: Montgomery (3) Straftritte: Montgomery (4) | Central Coast Stadium, Gosford Zuschauer: 15.732 Schiedsrichter: Scott Young (Australien) |